# Monaster św. Onufrego we Lwowie

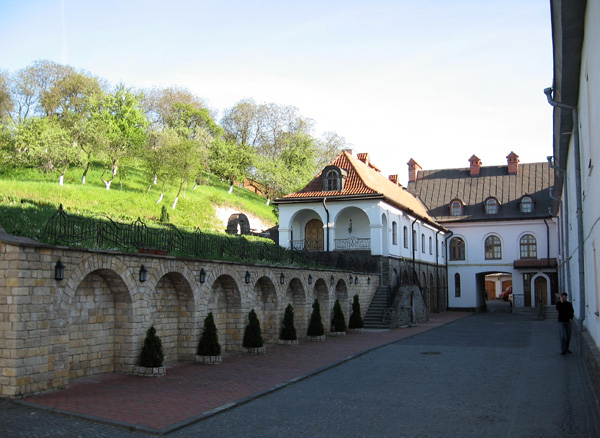
Widok ogólny

Monaster św. Onufrego we Lwowie – greckokatolicki (początkowo prawosławny) klasztor we Lwowie.

## Historia
Pierwsza prawosławna cerkiew na tym miejscu istniała już w XIII stuleciu, według legendy był w nim przechowywany obraz Matki Boskiej Częstochowskiej, który trafił początkowo do Bełza, a w 1382 r. do klasztoru na Jasnej Górze. Cerkiew tę w 1518 roku strawił pożar.
Kolejna cerkiew na tym miejscu powstała w 1550, z fundacji księcia Konstantego Ostrogskiego. W 1585 powstał przy niej klasztor. Przez cały XVII wiek obiekt był rujnowany (w 1672 doszczętnie spalony przez najazd turecki i zrekonstruowany w 1680) i odbudowywany, wielokrotnie przebudowywany. W 1701 została do niego dobudowana kaplica św. Trójcy, a w 1821 skrzydło wschodnie. Na początku XX wieku pod kierunkiem Iwana Lewińskiego dokonano restauracji całego kompleksu i redekoracji cerkwi klasztornej.
W 1974 na terenie monasteru, zamkniętego przez władze, zlokalizowano muzeum ukraińskiego piśmiennictwa, przeniesione w latach 90. XX wieku. W 1998 miał miejsce remont budynku, wówczas zwrócono go bazylianom.
W klasztorze zostały przez Iwana Fiodorowa (pochowanego w monasterze) pierwsze zachowane do dziś, wydrukowane na terytorium dzisiejszej Ukrainy książki: Apostoł oraz Elementarz. Do 1883 w klasztorze znajdowała się płyta upamiętniająca jego osobę.

## Architektura
Kompleks klasztorno-cerkiewny jest obecnie mieszanką różnych stylów architektonicznych, od renesansu, przez barok po klasycyzm i historyzm. Cerkiew klasztorna jest trójspadowa, trójdzielna, trójnawowa. We wnętrzu zachowała się osiemnastowieczna kazalnica oraz ikonostas z pocz. XX wieku wykonany przez Modesta Sosenkę.